# Agiotagem
Um agiota é uma pessoa que oferece empréstimos a taxas de juros extremamente altas, tem termos estritos de cobrança em caso de falha e geralmente opera fora de autoridade local. O termo agiotagem geralmente designa formas de usura ilegais, mas empréstimos predatórios com taxas de juros extremamente altas, como o crédito consignado ou title loans às vezes são consideradas agiotagem.
Uma consequência não intencional das iniciativas de redução da pobreza pode ser que os agiotas tomam empréstimos de credores formais e emprestam para os pobres.

## Brasil
A agiotagem, usura ou cobrança de ágio superior à taxa oficial de câmbio são consideradas crimes contra a economia popular previstos na Lei nº 1521/51.
No ordenamento jurídico brasileiro, nos contratos de mútuo celebrados entre particulares, a taxa de juros máxima admitida é o dobro dos juros moratórios legais incidentes sobre créditos fiscais. Portanto, para se considerar usura os juros devem ser superiores a 2% ao mês.
Os agiotas geralmente são procurados por pessoas que não têm crédito na praça por terem rendimentos insuficientes ou estarem excessivamente endividadas ou na lista dos devedores em atraso ou incumprimento.
Precisamente por se tratarem muitas vezes de situações desesperadas, em que não há alternativa no mercado de crédito legal, os agiotas praticam normalmente, juros proibitivos.
Contudo, em períodos de juros muito elevados, poderá haver agiotas que praticam juros mais baixos que os bancos.
Agem geralmente com um contrato verbal, no qual o tomador do empréstimo é submetido a prazo de pagamento e taxas de juros fora do padrão de mercado. Quando se trata de contrato formal realizado por empresa existente, porém não autorizada pelo Banco Central para realizar empréstimos, o fato de ser considerada crime a prática da agiotagem não impede a execução do contrato entre as partes (provedor e tomador do empréstimo), de acordo com resolução do Superior Tribunal de Justiça do Brasil.
Podem também mascarar a operação com outras transações, que tenham como garantia um bem móvel, como uma venda simulada de automóvel ou imóvel como casa ou apartamento ou outro qualquer bem imóvel.
Outros usam o sistema de empréstimo de dinheiro em troca de cheque pré-datado.
Como os agiotas têm algumas dificuldades legais em recorrerem à Justiça em caso de inadimplência, muitas vezes usam métodos coercitivos pouco amigáveis ou mesmo perigosos para recuperar o seu dinheiro. Bancos também usam métodos coercitivos, contudo as instituições financeiras adotam tais práticas nos termos da lei, mediante processos judiciais em que são garantidos o contraditório e ampla defesa.

## Irlanda
O Banco Central da Irlanda foi criticado por não fazer nada para proteger aqueles com baixa renda, os vulneráveis ou com baixos níveis de conhecimento financeiro dos agiotas quando emergiu que até 100.000 dos 360.000 empréstimos concedidos por agiotas infringiam a lei.

## Japão
No Japão, há agiotas legalizados, os chamados Sarakins.
A regulamentação dos sarakins é tipicamente muito mais flexível do que a dos bancos. No Japão, a Lei de Controle de Empréstimos exige apenas o registro em cada prefeitura. No Japão, à medida que a décadas de depressão se prolonga, os bancos relutam em poupar dinheiro e a regulamentação se torna mais rígida, o empréstimo ilegal de dinheiro se tornou uma questão social. Normalmente, os agiotas ilegais cobram juros de 30 ou 50% em 10 dias (em japonês, eles são chamados de "to-san" ('to' significa dez e 'san' significa três ou 10-3) ou "to-go" ('to' significa dez e 'go' significa cinco, ou 10-5), que é cerca de 1,442 milhões ou 267,5 milhões por ano. Isso é contra a lei que define a taxa de juros máxima em 20%.